# Querceto (Sesto Fiorentino)
Querceto is een plaats (frazione) in de Italiaanse gemeente Sesto Fiorentino.